# Tefnut
| t · f | n · t | I13 |

| t · f | n · t | I13 |

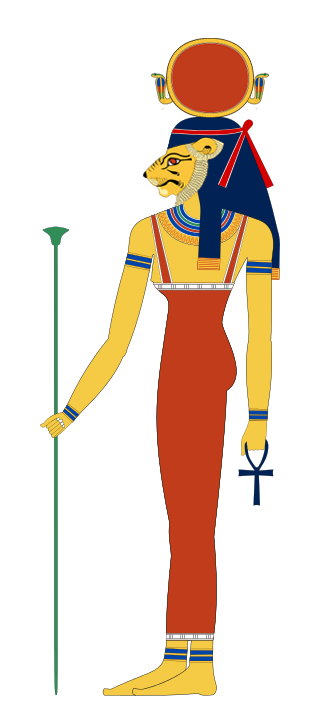
Tefnut

Tefnut (anche Tefnetium o Tephnis; in greco Tephnis), è una divinità egizia della religione dell'antico Egitto appartenente alla grande Enneade di Eliopoli.

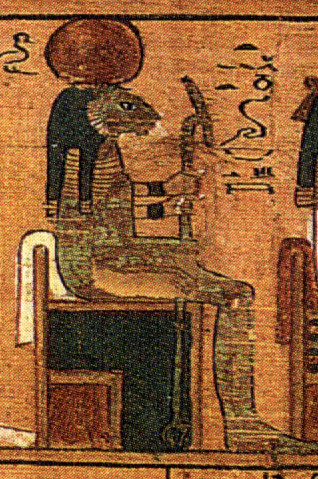
La dea Tefnut rappresentata nel Libro dei morti.

Nacque, come suo fratello e sposo Shu, dalla  mucosa di Atum, il creatore. Tefnut e Shu formano la prima coppia divina. Tefnut è il simbolo dell'umidità e Shu quello dell'aria; rappresentano con i loro due figli, Geb (la terra) et Nut (il cielo), i quattro elementi primordiali.
Tefnut, associata anche alla pioggia ed alle nuvole, simboleggia l'acqua ed il suo potere creatore. Era citata nei Testi delle Piramidi, come colei che dissetava i defunti.
Era adorata ad Ossirinco e l'iconografia la rappresenta, per sincretismo con Sekhmet, come una donna con testa leonina, disco solare ed ureo. A Leontopoli, Shu e Tefnut erano venerati sotto forma di una coppia di leoni.
Tefnut è anche la personificazione della dea lontana, assumendo l'aspetto e gli attributi delle dee pericolose e incarnando l'occhio di Ra, il ciclo del sole che brucia e devasta. 
Secondo il mito, Tefnut, figlia del sole, fuggì nel deserto della Nubia, dove lasciò libero corso alla sua ferocia. Ra incaricò Thot di andarla a riprendere e, ritrovato il suo aspetto benefico, Tefnut tornò in Egitto.